# Detention (phim 2019)
Detention (tiếng Trung: 返校; Hán-Việt: Phản Hiệu; nghĩa đen 'Trở về mái trường') là phim tâm lý kinh dị Đài Loan ra mắt năm 2019.
Phim lấy bối cảnh Khủng bố trắng tại Đài Loan những năm 1960, hai học sinh tên Đình và Hân tình cờ gặp nhau và cùng mắc kẹt trong trường cao trung Thúy Hoa (翠華中學). Những nơi họ từng biết bỗng chốc thay đổi theo một cách lạ kỳ, bị loài quỷ dữ "Võng Lượng" (魍魎) ám. Trong lúc trốn tránh khỏi những loài quỷ dữ, nhân vật chính dần dần hé lộ những bí mật và quá khứ đen tối về ngôi trường bị nguyền rủa.
Phim dựa trên nội dung của trò chơi điện tử cùng tên nổi tiếng, được phát triển bởi Red Candle Games của Đài Loan. Phim được công chiếu vào ngày 20 tháng 9 năm 2019 tại Đài Loan.

## Cốt truyện
Trong giai đoạn Khủng bố trắng tại Đài Loan, một nam sinh tên là Ngụy Trọng Đình (魏仲廷; Wei Chung Ting) ngủ gục trong lớp khi thầy giám thị Bạch (白教官) đến lớp để thẩm vấn cô giáo Ân Thúy Hàm (殷翠涵; Yin Tsui Han) về một danh mục sách. Sau đó cậu tỉnh giấc và thấy tất cả mọi người đã di tản vì có thông báo bão sắp tới. Cậu tình cờ gặp nữ sinh Phương Nhuế Hân (方芮欣; Fang Ray Shin) đang ngủ gục ở khán phòng của trường. Hai người họ định về nhà, nhưng cây cầu đã bị lũ cuốn trôi và dòng sông chuyển sang màu đỏ máu. Cả hai quyết định quay lại trường và ngồi chờ trong lớp của Đình. Đình quyết định đi tìm điện thoại để liên lạc và bộ phim chuyển đến cảnh Hân thức giấc trong khán phòng lần nữa, và lần này ngôi trường đã biến thành màu kinh dị đen tối với xác chết của Đình đang bị treo ngược lơ lửng trên sân khấu của khán phòng. Hân đi dọc theo hết ngôi trường, tránh né những loài ma quỷ, giải mã những bí mật, tìm manh mối và câu chuyện của cô dần dần được hé lộ:
Hân từng là một học sinh sáng giá của trường Thúy Hoa, nhưng cô dần mắc chứng trầm cảm do những vấn đề gia đình tác động đến việc học hành. Bố cô là một viên chức nhà nước nghiện rượu chè, bài bạc, tham nhũng, ngoại tình và đánh đập vợ con. Sau đó bố cô bị bắt và mẹ cô chỉ bảo rằng bố cô ra đi vì "đã làm nhơ nhuốc bàn tay". Thiếu thốn tình cảm gia đình dẫn tới mối quan hệ giữa cô và thầy giáo Trương Minh Huy (張明暉; Chang Ming Hui), và hai người họ đã vượt trên mối quan hệ thầy trò. Thầy Trương cũng giấu Hân về chuyện thầy giúp cô Ân chuyển lậu những tựa sách bị cấm cho hội đọc sách trái phép, nơi Đình là thành viên. Sau đó, cô Ân biết về mối tình thầy trò bất chính này, đã ngăn cấm thầy Trương. Hân nghe lén cuộc đối thoại giữa cô Ân và thầy Trương, rằng mối quan hệ giữa họ có thể làm nguy hại tới hoạt động của hội đọc sách và cô Ân không cho phép thầy Trương tiếp tục. Thầy Trương đành kết thúc mối quan hệ với Hân và khiến cô lại chìm vào tuyệt vọng. Hân thuyết phục Đình đưa cho cô tựa sách bị cấm, và cô đã giao nộp nó cho giám thị Bạch, một sĩ quan quân đội được giao nhiệm vụ quản lý trường Thúy Hoa, và nghĩ rằng việc này sẽ chỉ làm cho cô Ân bị đuổi việc.
Hân không ngờ rằng thầy Trương và các thành viên hội đọc sách đã bị bắt cùng với cô Ân. Trong khán phòng, Đình nhìn thấy các thành viên khác của hội đọc sách đã bị hành quyết; và cậu bị giám thị Bạch bắt giữ. Hân xuất hiện và cắt cổ Đình trước khi dùng khẩu súng của giám thị Bạch bắn chết cô Ân. Cô vô cùng kinh hãi và đau buồn khi chứng kiến thầy Trương bị hành quyết; và cô bị các học sinh trong trường gọi là kẻ sát nhân. Hân sau đó nhớ lại rằng cô đã tự sát vì mặc cảm tội lỗi sau khi hội đọc sách bị bắt giữ; và rằng cô đã bị mắc kẹt trong một luyện ngục, kìm nén ký ức của mình và từ chối thừa nhận những hành động sai trái của mình. Linh hồn của thầy Trương xuất hiện bên Hân và bảo cô hãy cứu Đình để một trong hai người họ có thể sống tiếp và ghi nhớ.
Hân cứu Đình nhưng bị Quỷ Đèn lồng bắt. Giám thị Bạch dụ Hân kìm nén ký ức của cô một lần nữa và tiếp tục phủ nhận tội lỗi của mình. Hân từ chối làm vậy, đánh bại Quỷ Đèn lồng. Hân và Đình chạy đến cổng trường khi bóng tối bao trùm tòa nhà. Hân giúp Đình trèo qua cổng và thúc giục cậu sống tiếp trong khi cô ở lại. Đình chạy thoát và tỉnh lại trong nhà tù. Cậu thú nhận tội lỗi của mình và sẵn sàng đón nhận mọi hình phạt, miễn là được tha mạng.
Nhiều năm sau, Đình, đã là một người đàn ông trung niên, về thăm lại ngôi trường giờ đã đóng cửa và sắp bị phá bỏ. Theo mong muốn cuối cùng của thầy Trương, ông tìm lại cuốn sách bị cấm đã được cất giấu từ trước. Tại một lớp học, ông tặng cuốn sách cho hồn ma của Hân. Trong cuốn sách, Hân tìm thấy mặt dây chuyền hình con hươu bằng ngọc thạch mà thầy Trương đã tặng cô, cùng với một bức thư tình trong đó thầy Trương hẹn gặp cô ở kiếp sau.

## Diễn viên
- Gingle Wang trong vai Phương Nhuế Hân (方芮欣; Fang Ray Shin)
- Phó Mạnh Bách (傅孟柏; Fu Meng-po) trong vai thầy Trương Minh Huy (張明暉; Chang Ming Hui)
- Tằng Kính Hoa (曾敬驊; Tseng Ching-hua) trong vai Ngụy Trọng Đình (魏仲廷; Wei Chung Ting)
- Cecilia Choi trong vai cô giáo Ân Thúy Hàm (殷翠涵; Yin Tsui Han)
- Hạ Tĩnh Đình (夏靖庭; Hsia Ching-ting) trong vai bố của Hân
- Trương Bổn Du (張本渝; Jessie Chang) trong vai mẹ của Hân

## Sản xuất
Hãng phim 1 Production Film Co. mua bản quyền kịch bản của Red Candle Games vào ngày 21 tháng 6 năm 2017. Đoạn phim giới thiệu được ra mắt vào ngày 19 tháng 6 năm 2019. Ngân sách của bộ phim khoảng 95 triệu Tân Đài tệ. Cốt truyện được dựa trên sự kiện lịch sử có thật, tiêu biểu là 基隆市工作委員會案 vào năm 1947. Bối cảnh của đoàn phim sản xuất tại thành phố Cao Hùng. Bản nhạc của bộ phim được trình diễn bởi 40 nhạc công.

## Giải thưởng và đề cử
| Năm  | Lễ trao giải                              | Hạng mục                                                     | Đối tượng đề cử                        | Kết quả   | Tham khảo |
| ---- | ----------------------------------------- | ------------------------------------------------------------ | -------------------------------------- | --------- | --------- |
| 2019 | Giải Kim Mã lần thứ 56                    | Đạo diễn mới xuất sắc nhất                                   | John Hsu                               | Đoạt giải | [ 10 ]    |
| 2019 | Giải Kim Mã lần thứ 56                    | Biên kịch xuất sắc nhất                                      | John Hsu, Fu Kai-ling, Chien Shih-keng | Đoạt giải | [ 10 ]    |
| 2019 | Giải Kim Mã lần thứ 56                    | Hiệu ứng hình ảnh xuất sắc nhất                              | Renovatio Pictures, Tomi Kuo           | Đoạt giải | [ 10 ]    |
| 2019 | Giải Kim Mã lần thứ 56                    | Đạo diễn nghệ thuật xuất sắc nhất                            | Wang Chih-cheng                        | Đoạt giải | [ 10 ]    |
| 2019 | Giải Kim Mã lần thứ 56                    | Ca khúc trong phim xuất sắc nhất                             | "The Day After Rain"                   | Đoạt giải | [ 10 ]    |
| 2019 | Giải Kim Mã lần thứ 56                    | Phim điện ảnh xuất sắc nhất                                  | Detention                              | Đề cử     | [ 11 ]    |
| 2019 | Giải Kim Mã lần thứ 56                    | Nữ diễn viên chính xuất sắc nhất                             | Gingle Wang                            | Đề cử     | [ 11 ]    |
| 2019 | Giải Kim Mã lần thứ 56                    | Diễn viên trẻ xuất sắc nhất                                  | Tằng Kính Hoa                          | Đề cử     | [ 11 ]    |
| 2019 | Giải Kim Mã lần thứ 56                    | Biên đạo hành động xuất sắc nhất                             | Jimmy Hung                             | Đề cử     | [ 11 ]    |
| 2019 | Giải Kim Mã lần thứ 56                    | Dựng phim xuất sắc nhất                                      | Shieh Meng-ju                          | Đề cử     | [ 11 ]    |
| 2019 | Giải Kim Mã lần thứ 56                    | Hiệu ứng âm thanh xuất sắc nhất                              | Dennis Tsao, Book Chien                | Đề cử     | [ 11 ]    |
| 2019 | Giải Kim Mã lần thứ 56                    | Nhạc phim xuất sắc nhất                                      | Lu Luming                              | Đề cử     | [ 11 ]    |
| 2020 | Giải thưởng Điện ảnh Hồng Kông lần thứ 39 | Phim điện ảnh từ Trung Hoa Đại Lục và Đài Loan xuất sắc nhất | Detention                              | Đề cử     | [ 12 ]    |
| 2020 | Giải Fantasporto 2020                     | Giải lớn nhất cho hạng mục Orient Express                    | Detention                              | Đoạt giải | [ 13 ]    |
| 2020 | Giải phim điện ảnh Đài Loan lần thứ 22    | Nữ diễn viên xuất sắc nhất                                   | Gingle Wang                            | Đoạt giải | [ 14 ]    |

## Đón nhận
Bình luận trên tờ báo Taipei Times miêu tả bộ phim rằng "khá...ớn lạnh nhưng không thực sự đáng sợ." So sánh với phiên bản trò chơi, Han Cheung cho rằng bộ phim như đã "đơn giản hóa" và quá chú trọng vào bối cảnh Khủng bố Trắng mà không tập trung vào bối cảnh chính trị của thời kỳ. Đạo diễn John Hsu nói rằng bộ phim đã thu hút khán giả trẻ hơn mong đợi.
Doanh thu của Detention đạt 67,7 triệu Tân Đài tệ trong ba ngày sau khi công chiếu tại Đài Loan, trở thành bộ phim đạt doanh thu cao thứ ba trong tổng doanh thu ba ngày đầu tiên cho phim nội địa, sau bộ phim hai phần Chiến binh cầu vồng: Seediq Bale  (2011). Đây là bộ phim nội địa có doanh thu cao nhất năm 2019 tại Đài Loan.
Sau khi Giải Kim Mã lần thứ 56 bị tẩy chay bởi các nhà làm phim Trung Quốc, Detention đã nhận được tổng cộng 12 đề cử, cao nhất trong các phim năm 2019. Tuy nhiên, vì nội dung nhạy cảm của kịch bản, bộ phim đã bị cấm chiếu ở Trung Quốc, và mọi đề cập đến bộ phim bị xóa sạch khỏi tất cả các trang web của Trung Quốc đại lục. Bộ phim được gọi là "xx" trong các báo cáo đề cử giải Kim Mã của truyền thông Trung Quốc. Tại Hồng Kông, ngày phát hành được đẩy lùi sang tháng 12 để tránh liên quan tới các cuộc biểu tình đang diễn ra tại Hồng Kông. Bộ phim được ra mắt vào ngày 5 tháng 12 năm 2019 tại Hồng Kông.